# Spielmacher
Von einem Spielmacher wird in verschiedenen Mannschaftssportarten, aber auch bei Gesellschaftsspielen, etwa Cego, gesprochen, wenn ein Spieler eine Mannschaft führt, das Zentrum des Spiels der Mannschaft oder des Kartenspiels ist.

## Fußball
Beim Fußball spricht man von einem Spielmacher, wenn vor allem ein Spieler während eines Fußballspiels die Aufgabe übernimmt, die Spielstrategie der Mannschaft zu steuern, und dabei Angriffe einleitet, das Defensiv-Verhalten koordiniert, Bälle an die Mitspieler verteilt, möglichst jederzeit anspielbereit ist, im gegnerischen Strafraum agiert und idealerweise auch Tore erzielt.
Der Spielmacher hat im 4-4-2-System meist die Position im zentralen offensiven Mittelfeld (Mittelfeldspieler) und trägt oft die Trikotnummer 10. Manchmal wird den Spielmachern aber auch keine feste Position zugewiesen. Spielmacher verfügen meist über hervorragende technische Fertigkeiten, müssen aber auch fähig sein, durch engagierten und kämpferischen Einsatz den Gegner wirksam zu stören und die eigene Mannschaft zu selbstlosem Einsatz zu motivieren.
In dieser klassischen Ausprägung ist der Spielmacher meist eine besondere Spielerpersönlichkeit innerhalb der Mannschaft und übernimmt innerhalb der Mannschaft auch Führungsaufgaben.
In einigen – zumeist neueren – Spielsystemen wird oft auf den typischen „10er-Spielmacher“ verzichtet – vor allem in Systemen, die über stark besetzte Außenbahnen angreifen, aber auch in Mannschaften, in denen mehrere hervorragende Mittelfeldspieler agieren, die mit schnellen Positionswechseln und temporeichen Vorstößen das Spiel sehr variantenreich gestalten.
So bildet meist eine Mischung von mehreren gleichgestellten Spielern (siehe vorhergehende Beispiele) im Mittelfeld die kreative Schaltstation. Hierbei wird durch das eingespielte Zusammenwirken der Spieler ohne direkte Leitfigur mit den untergeordneten Spielern das Spiel entwickelt.
Ein Nachteil am System mit einzelnem Spielmacher liegt darin, dass dieser vom Gegner (z. B. durch Manndeckung oder doppelte Manndeckung) aus dem Spiel genommen werden kann, und somit das Angriffsspiel zum Erliegen kommt.
Viele Mannschaften gehen mittlerweile dazu über, keinen Einzelspieler mehr als Spielmacher aufzustellen. Ein entscheidender Vorteil ist, dass dabei die Kreativität und Technik von mehreren Spielern zusammenkommt und nach Erfordernissen variiert werden kann. Zudem können tagesformabhängige Schwächen durch Verteilung der Aufgaben kompensiert werden. Allerdings ist diese Form des Fußballs sehr viel trainingsintensiver und komplizierter als einem Spieler die typische Spielmacherrolle zu übertragen.
Beispiele für herausragende Spielmacher im Fußball waren Wolfgang Overath, Pelé, Diego Maradona, Johan Cruyff, Lothar Matthäus und Zico.
Im italienischen Fußball unterscheidet man zwischen zwei Typen von Spielmachern: Dem trequartista, einem Spielmacher in zentraler und offensiver Position, und dem regista, einem tiefer stehenden Spielmacher, der defensive Aufgaben übernimmt und aus der Tiefe des Raums nach vorne stößt. 
Beispiele für trequartisti sind Ronaldinho, Andrés Iniesta, Wesley Sneijder, Mesut Özil, Michel Platini, Kaká, Dragan Stojković, Zinedine Zidane, Roberto Baggio, Steven Gerrard und Francesco Totti.
Bekannte registi sind Andrea Pirlo, Xavi, Xabi Alonso, Luka Modrić, Toni Kroos und Bastian Schweinsteiger.

## Handball
Im Handball wird mit Spielmacher die Spielposition im zentralen Rückraum (Rückraum Mitte) bezeichnet.

## Basketball
Im Basketball wird der Spieler, der Spielzüge ansagt und so das Angriffspiel dirigiert, als Spielmacher bezeichnet, daher auch die Bezeichnung als Aufbauspieler. Meist ist es der Spieler auf Position 1, der sogenannte Point-Guard.

## Volleyball
Beim Volleyball ist der Steller, d. h. die Position 3 (III), der Aufbauspieler. Er nimmt in der Regel den „zweiten Ball“ an und stellt diesen einem Angreifer (2/II rsp. 4/IV, Angriffsspieler/Offensivspieler). Bei der Spieltaktik Mäuschen geht der Steller zwei Schritte zur Seite und entfernt sich gegebenenfalls etwas vom Netz, während der Mittelspieler/Zentralspieler (5/V, Verteidiger/Defensivspieler) seine Position einnimmt, sodass nun drei Angreifer zur Verfügung stehen.

## Eishockey
Der Spielmacher im Eishockey (Center) ist, wie es der Name sagt, im Zentrum des Spielfeldes zu finden.
Dies gilt vor allem dem Gegner, dem es nach den Regeln zwar nicht verboten ist, den Spielmacher durch Checks etc. im Spiel anzugreifen, es aber nicht gerne gesehen wird, dass dieser gefoult wird. Dies gilt als Verstoß gegen den inoffiziellen Ehrenkodex unter Eishockeyspielern und wird vom gesamten Team durch konsequentes Rückfoulen des foulenden Spielers beantwortet.